# Opper-Lausitzs voetbalkampioenschap (Zuidoost-Duitsland)
Het Opper-Lausitzs voetbalkampioenschap (Duits: Oberlausitzer Fußballmeisterschaft) was een van de regionale voetbalcompetities van de Zuidoost-Duitse voetbalbond, dat bestond van 1910 tot 1933.

## Geschiedenis
De kampioen nam telkens deel aan de eindronde en bij winst daar stootte de club door naar de nationale eindronde.
In 1933 kwam de Nationaalsocialistische Duitse Arbeiderspartij aan de macht in Duitsland en werden alle overkoepelende voetbalbonden met hun competities afgeschaft. De Gauliga werd ingevoerd en de clubs uit Neder-Lausitz werden ingedeeld in de Gauliga Berlin-Brandenburg. De clubs uit de hoofdstad waren een maat te groot voor de clubs uit Cottbus die tot 1933 voornamelijk tegen clubs uit Silezië gespeeld hadden.

## Erelijst
- 1911 Preußen Görlitz
- 1912 Preußen Görlitz
- 1913 Preußen Görlitz
- 1914 Preußen Görlitz
- 1920 Saganer SV
- 1921 STC Görlitz
- 1922 ATV Görlitz 47
- 1923 STC Görlitz
- 1924 Saganer SV
- 1925 Saganer SV
- 1926 Saganer SV
- 1927 STC Görlitz
- 1928 Gelb-Weiß Görlitz
- 1929 Saganer SV
- 1930 Laubaner SV
- 1931 Gelb-Weiß Görlitz
- 1932 Gelb-Weiß Görlitz
- 1933 Gelb-Weiß Görlitz

## Eeuwige ranglijst

### Tites
Preußen Görlitz fuseerde en veranderde de naam in STC Görlitz. 
| Club              | Titels | jaren                                    |
| ----------------- | ------ | ---------------------------------------- |
| STC Görlitz       | 7      | 1911, 1912, 1913, 1914, 1921, 1923, 1927 |
| Saganer SV        | 5      | 1920, 1924, 1925, 1926, 1929             |
| Gelb-Weiß Görlitz | 4      | 1928, 1931, 1932, 1933                   |
| ATV 1847 Görlitz  | 1      | 1922                                     |
| Laubaner SV       | 1      | 1930                                     |

### Seizoenen eerste klasse
Van de seizoenen voor 1921 is het mogelijk dat er nog clubs in de competitie speelden, niet alles is bewaard gebleven. Clubs uit de omgeving van Hirschberg verkasten in 1925 naar de Berglandse competitie. 
| Club                          | /18 | Periode (1910-1914, 1919-1933) |
| ----------------------------- | --- | ------------------------------ |
| Saganer SV                    | 15  | 1913-1914, 1929-               |
| STC Görlitz                   | 14  | 1919-1933                      |
| SVgg Gelb-Weiß Görlitz        | 12  | 1919-1921, 1923-1933           |
| Sportfreunde Seifersdorf      | 10  | 1923-1933                      |
| VfB Sorau                     | 9   | 1921-1922, 1923-1931           |
| Laubaner SV                   | 6   | 1927-1933                      |
| VfB Lauban                    | 5   | 1922-1927                      |
| SC Halbau                     | 5   | 1928-1933                      |
| SC Preußen 06 Görlitz         | 4   | 1910-1914                      |
| SC Kunzendorf                 | 4   | 1929-1933                      |
| SC Preußen 1912 Bad Warmbrunn | 3   | 1920-1923                      |
| Görlitzer SV 1912             | 3   | 1923-1926                      |
| VfB Bunzlau                   | 3   | 1926-1929                      |
| SC Union Görlitz              | 2   | 1912-1914                      |
| Hirschberger FC               | 2   | 1911-1913                      |
| SC Germania Görlitz           | 2   | 1912-1914                      |
| SC Merkur Görlitz             | 2   | 1912-1914                      |
| SC Germania Halbau            | 2   | 1912-1914                      |
| SC Niesky 08                  | 2   | 1913-1914, 1920-1921           |
| ATV 1847 Görlitz              | 2   | 1921-1923                      |
| SpVgg Bunzlau                 | 2   | 1931-1933                      |
| SC Preußen 06 Görlitz II      | 1   | 1913-1914                      |
| Sp. Abt. des TC Görlitz       | 1   | 1913-1914                      |
| FC Schloss Halbau             | 1   | 1912-1913                      |
| Warmbrunner FC                | 1   | 1912-1913                      |
| STC Görlitz II                | 1   | 1920-1921                      |
| SVgg Gelb-Weiß Görlitz II     | 1   | 1920-1921                      |
| SC Sprottau                   | 1   | 1913-1914                      |
| VfB Sagan                     | 1   | 1920-1921                      |
| SV Hirschberg 1919            | 1   | 1924-1925                      |

1910/11 · 1911/12 · 1912/13 · 1913/14 · 1914/15 · 1915/16 · 1916/17 · 1917/18 · 1918/19 · 1919/20 · 1920/21 · 1921/22 · 1922/23 · 1923/24 · 1924/25 · 1925/26 · 1926/27 · 1927/28 · 1928/29 · 1929/30 · 1930/31 · 1931/32 · 1932/33